# Piloter
Piloter (russisk: Лётчики) er en sovjetisk film fra 1935 af Julij Rajzman.

## Medvirkende
- Ivan Koval-Samborskij som Sergej Beljaev
- Jevgenija Melnikova som Galja Bystrova
- Aleksandr Tjistjakov som Ivan Khrusjjov
- Boris Sjjukin som Nikolaj Rogatjoov
- Grigorij Levkojev